# Zileng
Zileng est un village du Cameroun situé dans le département de la Mayo-Tsanaga et la Région de l'Extrême-Nord, à proximité de la frontière avec le Nigeria. Il fait partie de la commune de Mokolo et du canton de Matakam. 

## Géographie
Zileng se situe sur le plateau de Mokolo, à 8 km au sud-est de Mokolo.

### Agriculture et démographie
La colonisation du plateau de Mokolo débute durant la famine de 1931-1932 quand l'administration française installe des montagnards de Roua et du Massif de Mohour. Zileng fait partie des plus anciens villages de cette colonisation.
En 1966-1967, 415 habitants sont dénombrés dans ce village, principalement des Mafa.
En 1973 étaient recensés 1 100 habitants permanents sur l'ensemble des territoires de Moufouélé, Mandaka et Zileng, soit une densité de 56 habitants/km². Le reste du peuplement tenait à des cultures de mil et d'arachide en saison des pluies.
L'aire est décrite comme « une traînée de cultures et d'habitations le long de la route de Maroua, sur dix kilomètres de long et deux de large».
Lors du recensement de 2005 (3e RGPH), Zileng seul compte 4 788 habitants.